# اشغال (فیلم‌نامه)
اِشغال فیلم‌نامه‌ای فیلم‌نشده از بهرام بیضایی است که داستانش در دورهٔ اشغالِ ایران در جنگِ بین‌المللِ دوّم می‌گذرد.

## متن
اِشغال نوشتهٔ سالِ ۱۳۵۹ است و نخستین بار در شمارهٔ ۳ کتاب چراغ در ۱۳۶۱ منتشر شد. از سالِ ۱۳۶۸ انتشاراتِ روشنگران به صورتِ کتاب منتشرش کرد. چاپی از این کتاب از بهارِ ۱۳۶۹ به وسیلهٔ نشرِ رامین در سوئد نیز موجود است.

### ترجمه
ترجمهٔ انگلیسیِ نجف دریابندری از نیمی از نسخه‌ای از این متن نزدِ منوچهر انور بوده است.

## فیلمِ ناساخته
اِشغال بارها برای فیلم شدن به کارگردانیِ بیضایی در نظر گرفته شده، و هر بار به مشکلی برخورده و نشده: در نیمهٔ دوّمِ دههٔ ۱۳۶۰ در لوکیشنی در مشهد، بار دیگر در ۱۳۸۸ که تا آستانهٔ پیش‌تولید رفت و از ادامه بازماند، و در بهمنِ ۱۳۹۲ نیز که خبرِ بازگشتِ عن‌قریبِ بیضایی به ایران برای ساختِ فیلمِ اِشغال منتشر شد ولی این بار نیز ساختِ اِشغال منتفی شد. محمّد رحمانیان در ۱۳۸۲ گفت: «در ۱۲-۱۰ سال اخیر روی آن دکوری که بیضایی برای فیلمنامهٔ اشغال نوشته ۲۰ تا سریال ساخته شده، ۱۰ فیلم سینمایی ساخته شده. ولی امکان این که خود فیلمنامهٔ اشغال ساخته شود هرگز وجود ندارد.»

## اشارات و ارجاعاتِ فرهنگی
بخشِ نخست از رمانِ تریو تهران (۱۳۹۲) از رضیه انصاری «با نگاهی به» اِشغال نوشته شده است. در سریالِ خاتون (۱۴۰۰) نیز «اشاره‌ای» به اِشغال هست، با بازیِ تینا پاکروان «برای ادای دینی به آقای بیضایی».